# Stindardul Urului

Panoul Stindardului Urului care înfățișează „războiul”

Stindardul Urului (cunoscut și ca Modelul Urului) este un artefact Sumerian, o cutie de lemn goală pe interior, lungă de 49,53 cm și lată de 21,59 cm, ce este încrustată cu mozaicuri realizate cu scoici, calcar roșu și lapis lazuli. Acesta provine din orașul sumerian Ur ce se afla în Irakul actual, la sud de Bagdad. Artefactul dateză din Perioada dinastiilor timpurii din mileniul al III-lea î.Hr., având astfel circa 4.600 de ani vechime. Obiectul a fost găsit în Cimitirul regal din Ur în anii ’20, lângă scheletul unui bărbat sacrificat ritualic, care este posibil să fi fost proprietarul acestuia. În prezent, Stindardul Urului se află expus într-o formă asamblată la British Museum din Londra.

## Istorie
Artefactul a fost găsit într-unul dintre cele mai mari morminte regale din Cimitirul Regal din Ur, groapa PG 779, asociată cu Ur-Pabilsag, un rege care a murit în jurul anului 2550 î.e.n.. Stindardul Urului a fost descoperit în urma excavărilor arheologului Leonard Woolley, dintre anii 1927 și 1928, obiectul stând lângă umărul unui schelet masculin.

## Descriere
Forma actuală a Stindardului Urului este o reconstituire, prezentându-i cel mai apropiat aspect. Artefactul a fost interpretat ca o cutie de lemn goală ce măsoară: 21,59 de centimetri (8,5 țoli) în lățime și 49,53 de centimetri (19,5 țoli) în lungime.

## Galerie

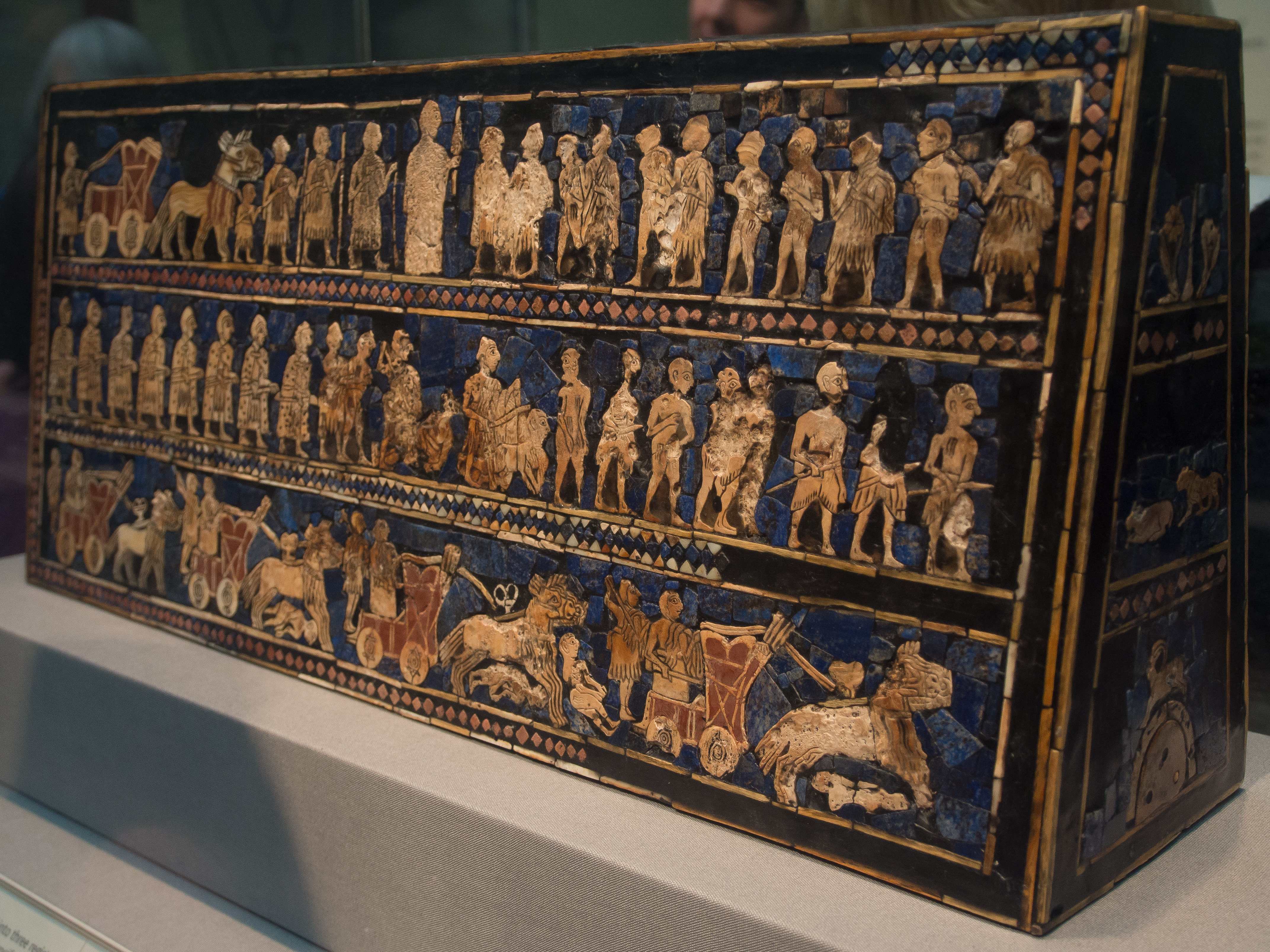
Stindardul Urului, expus la British Museum din Londra
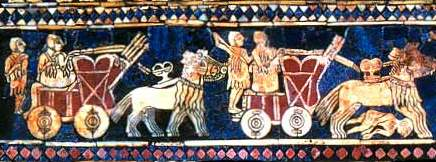
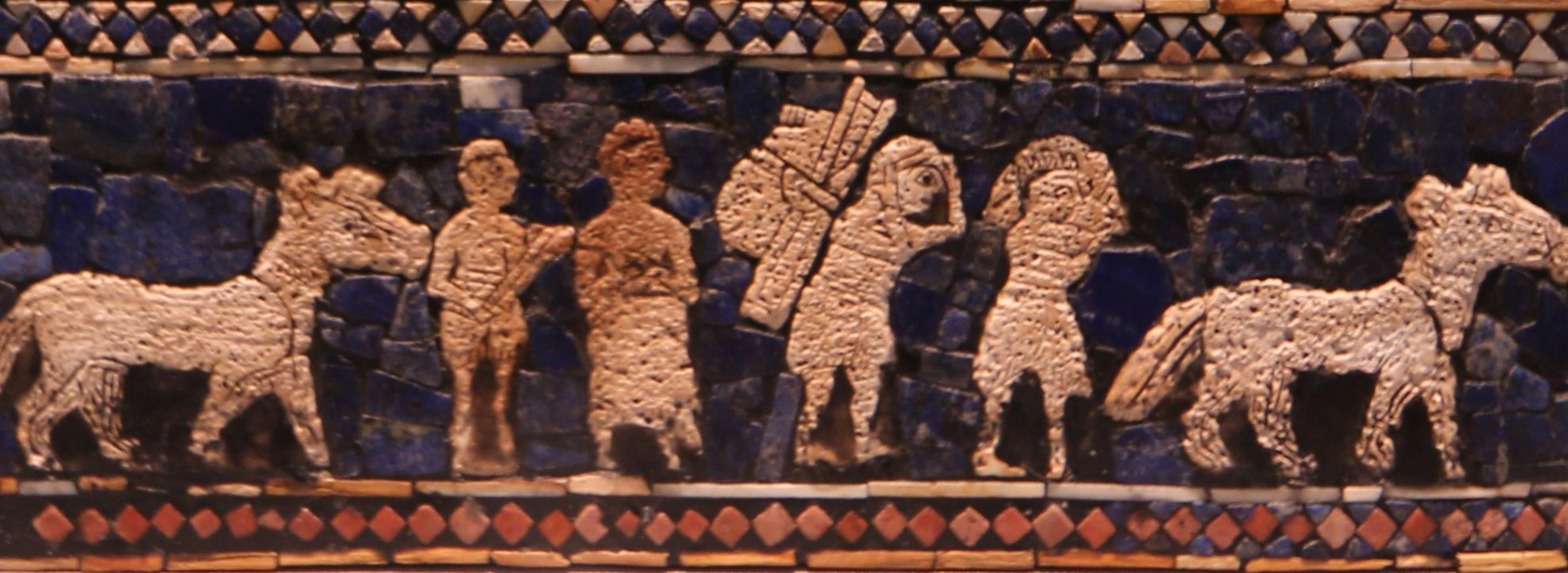
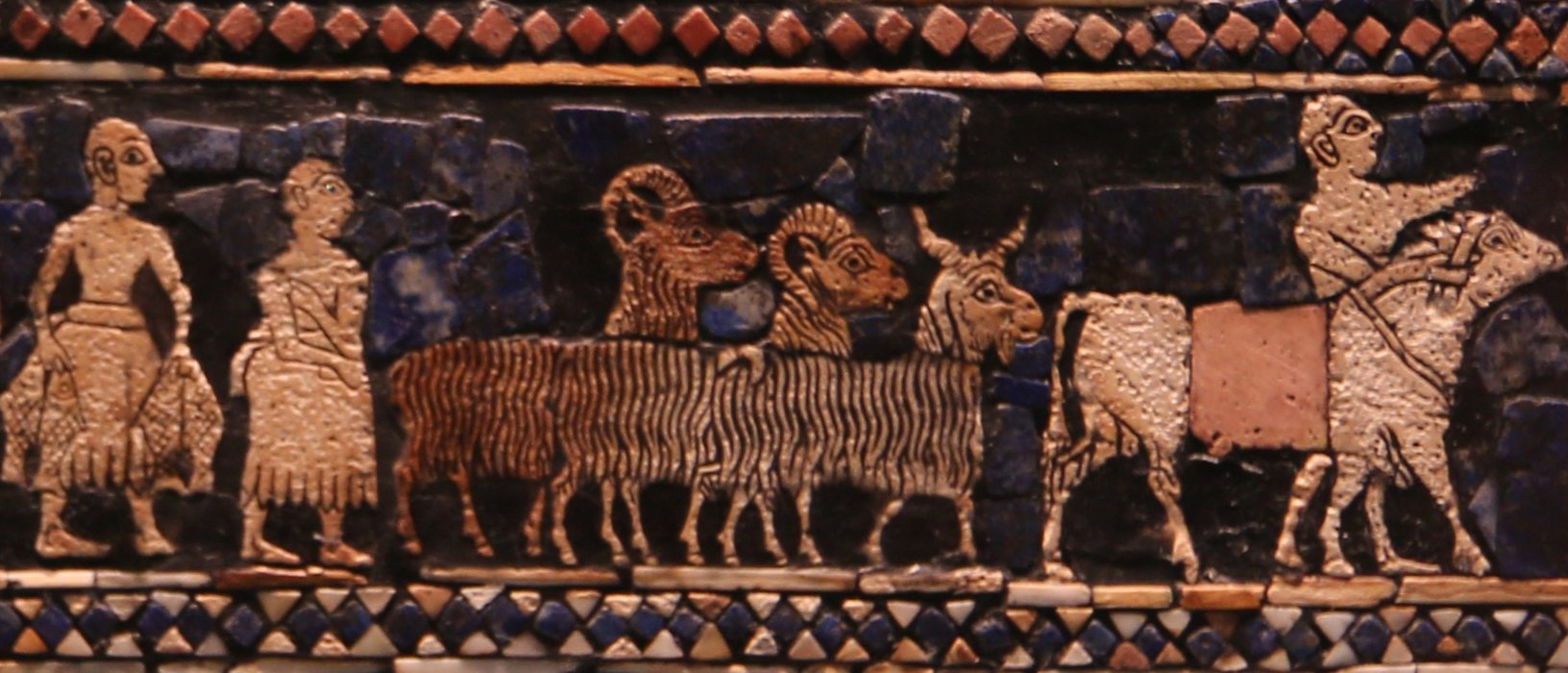
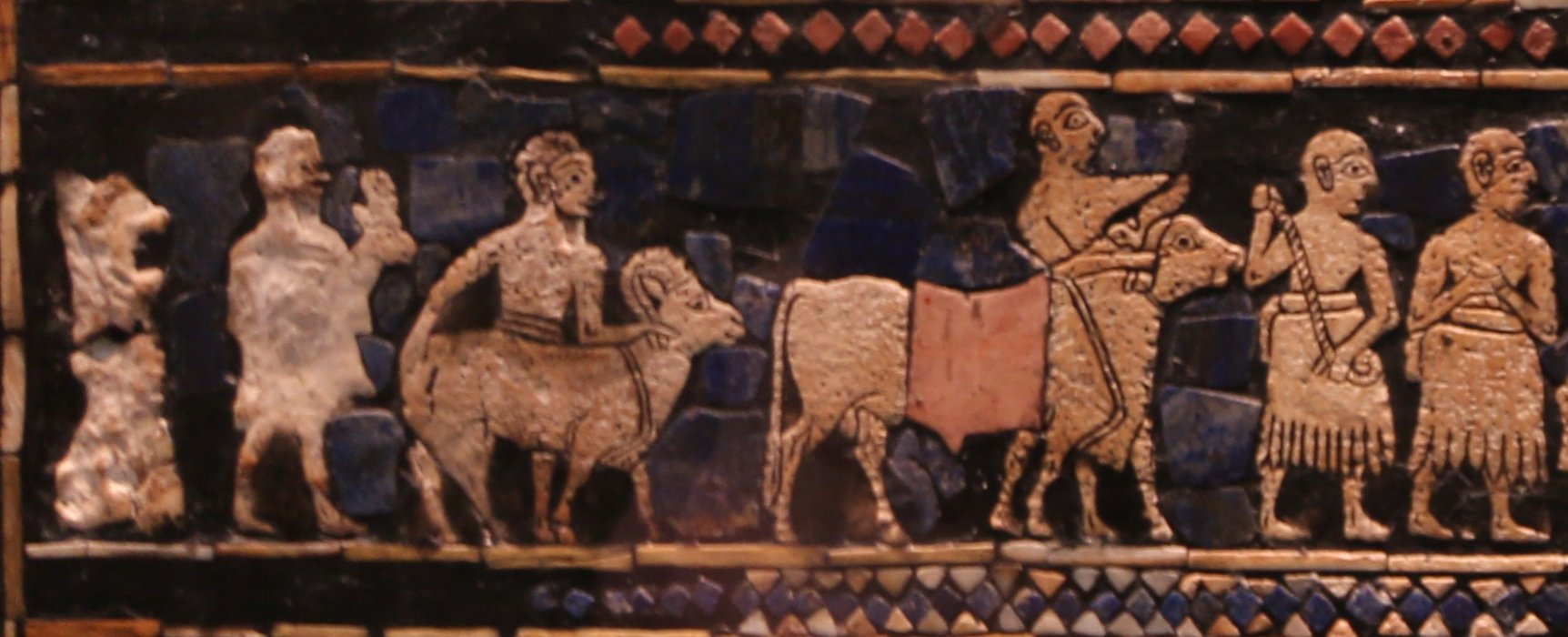
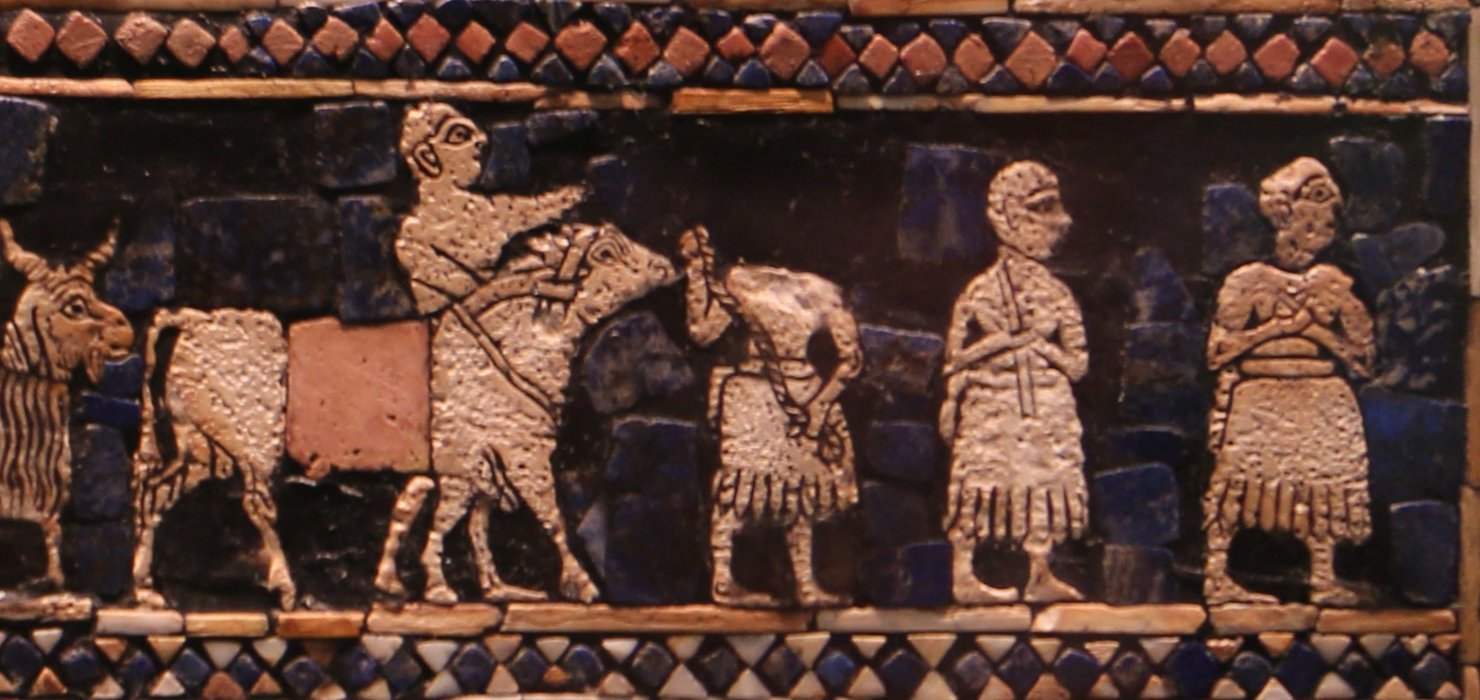
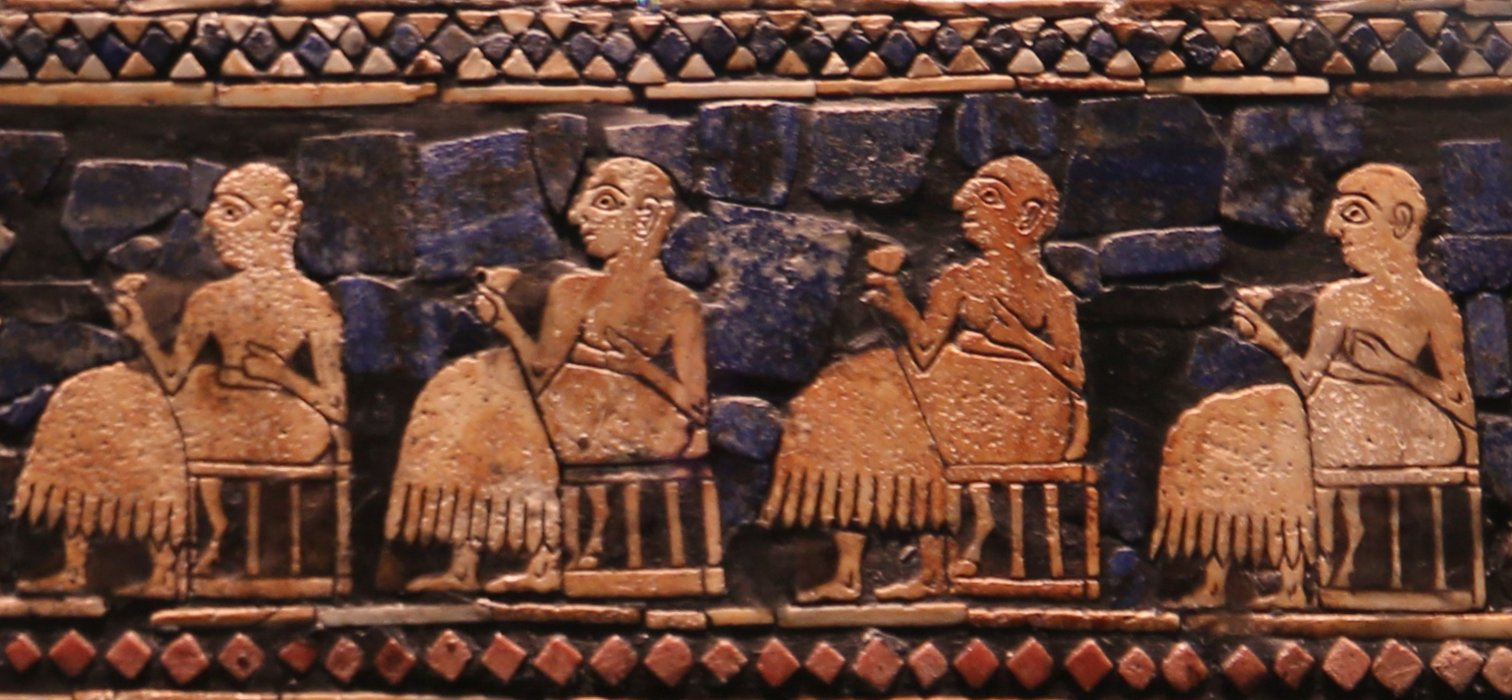
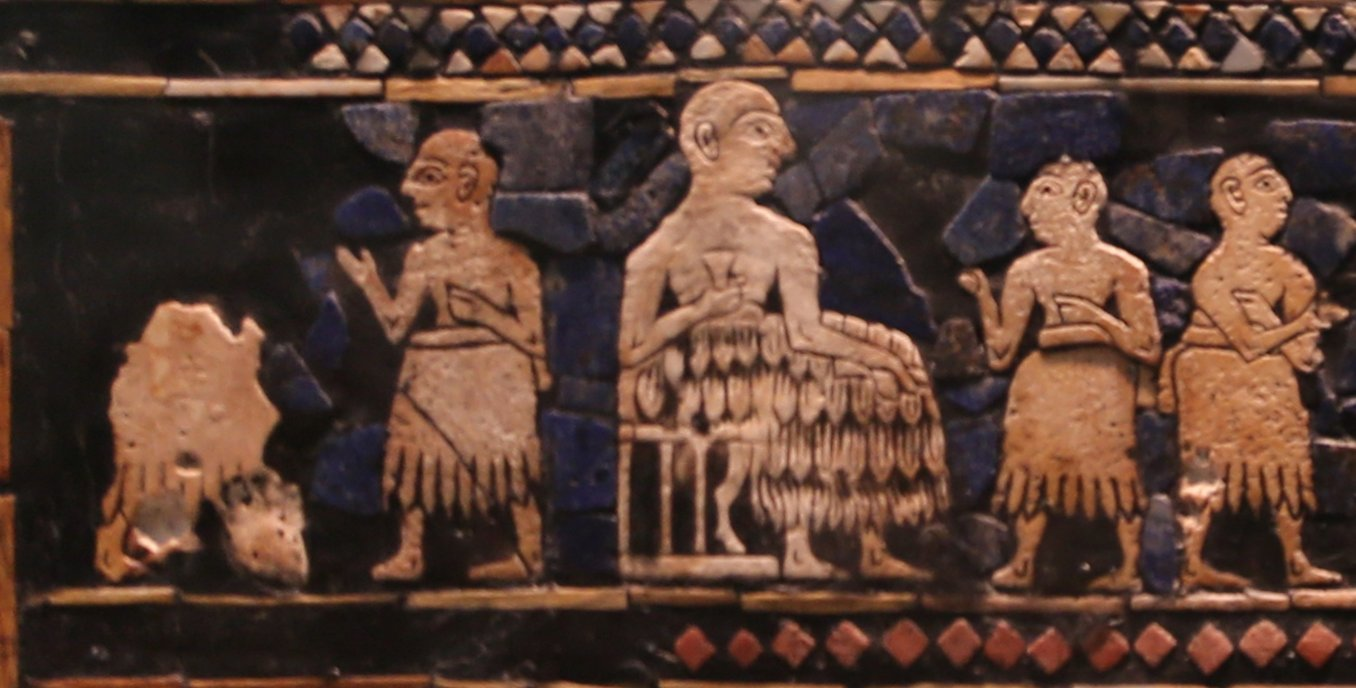
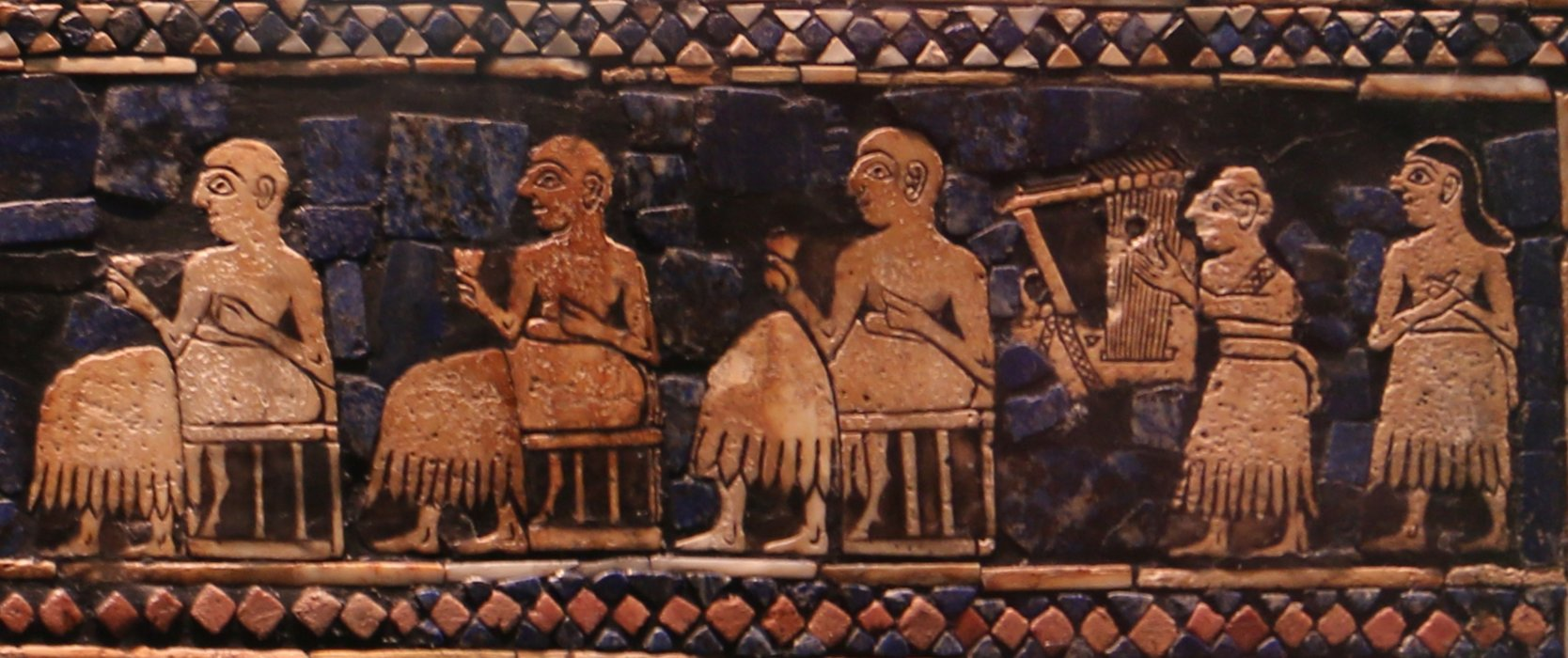
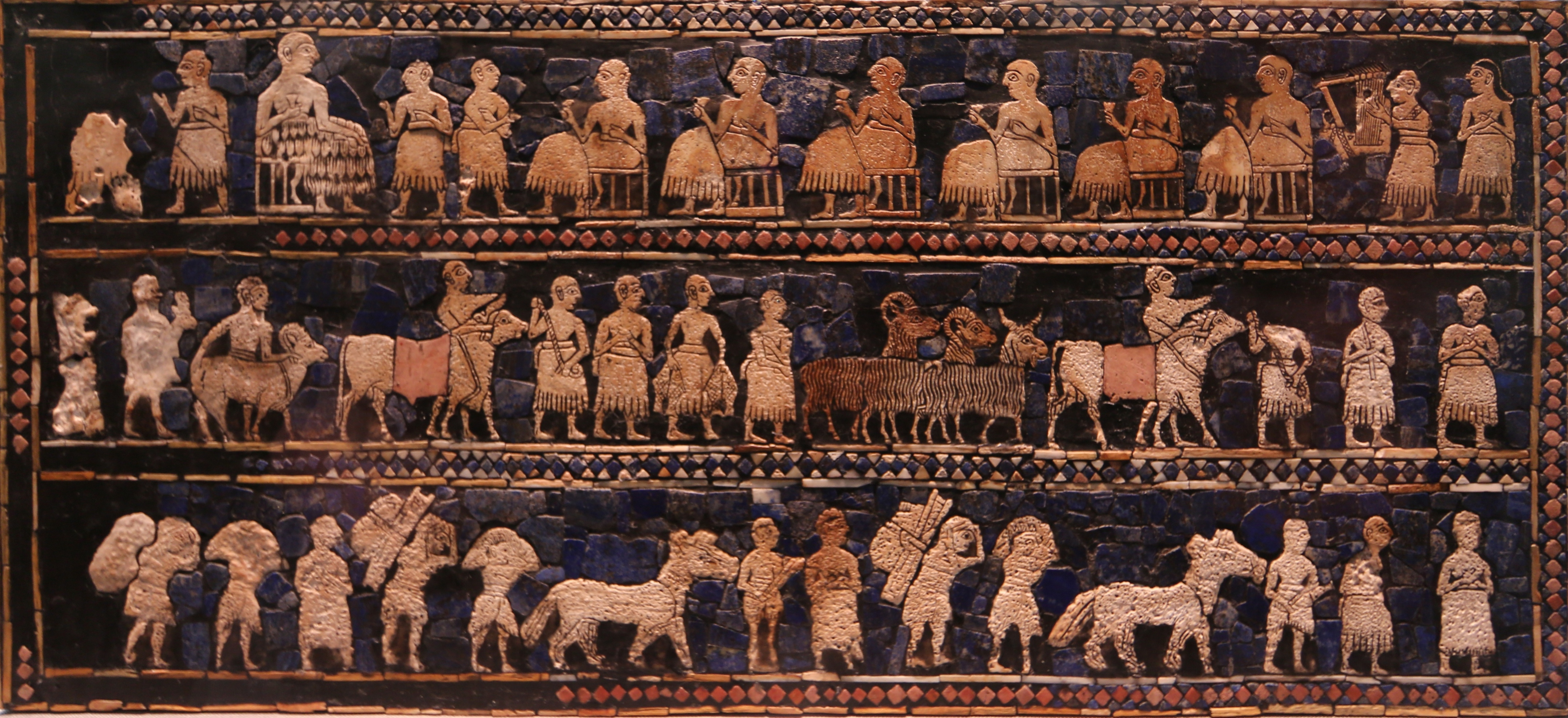
Panoul Stindardului Urului ce înfățișează „pacea”
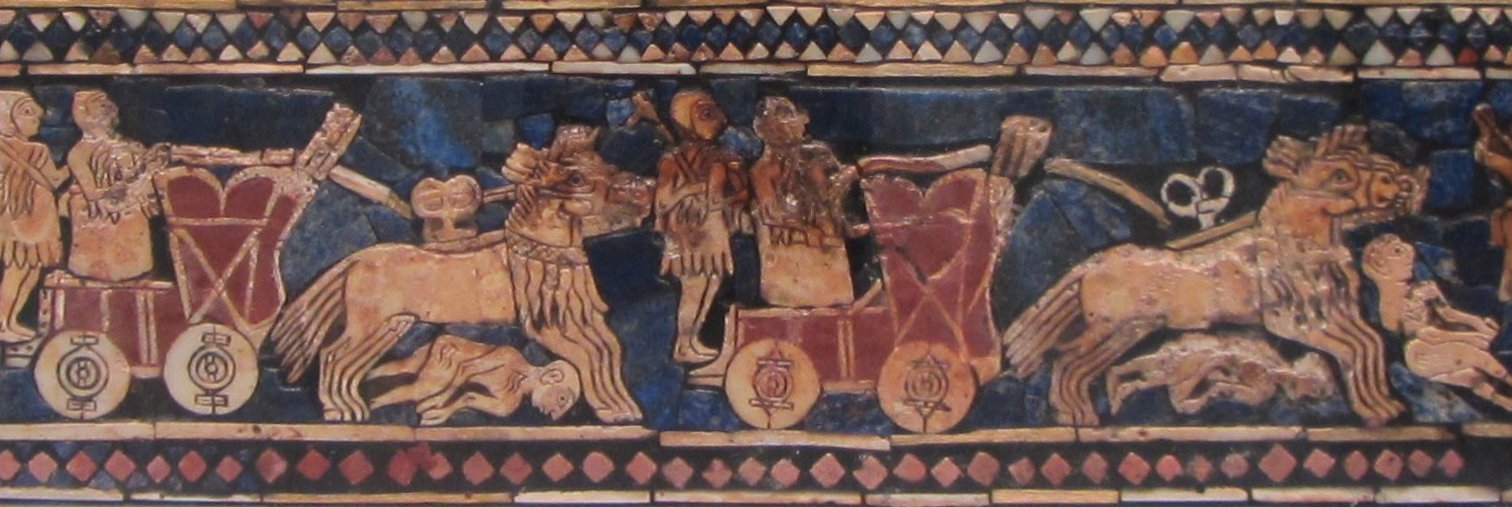
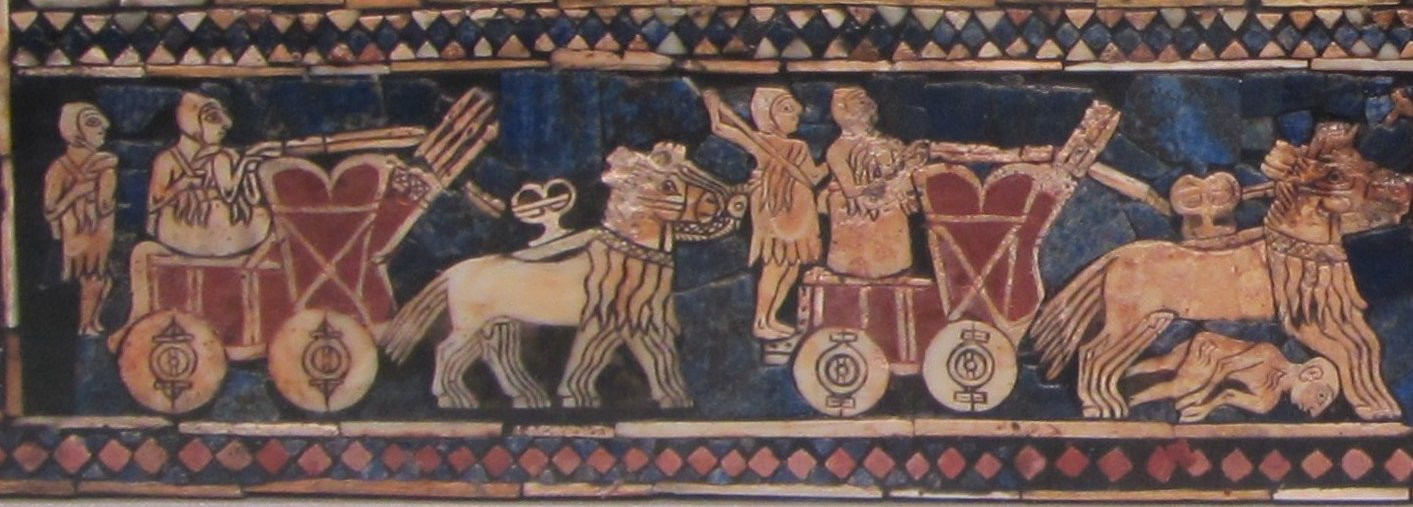
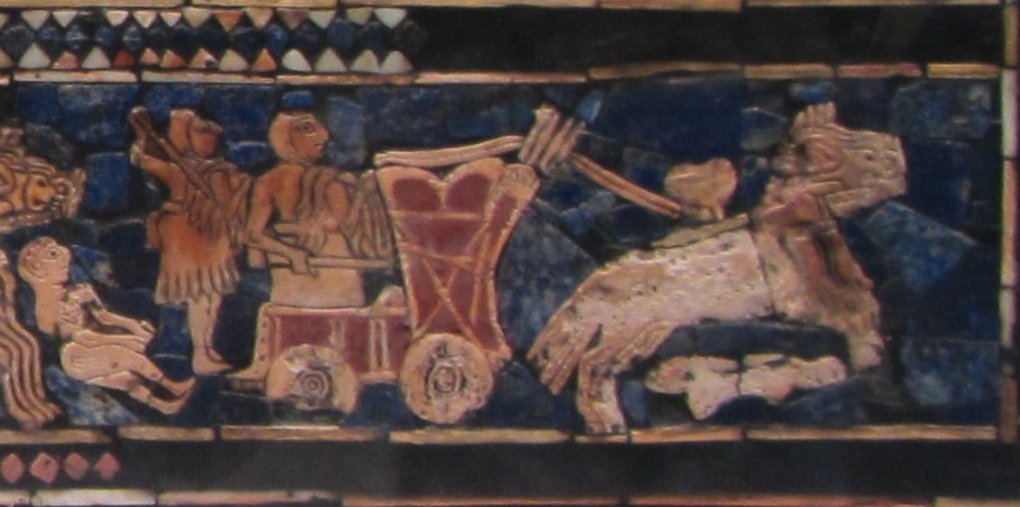
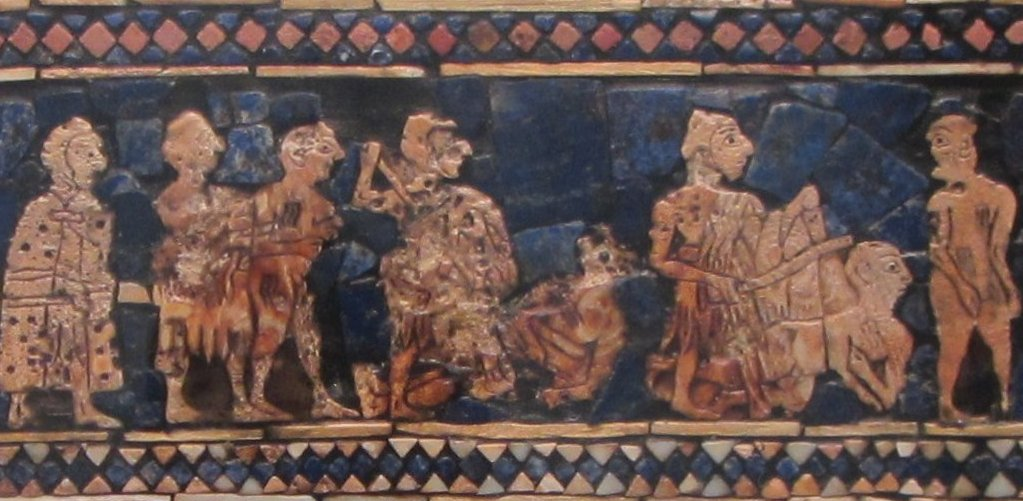
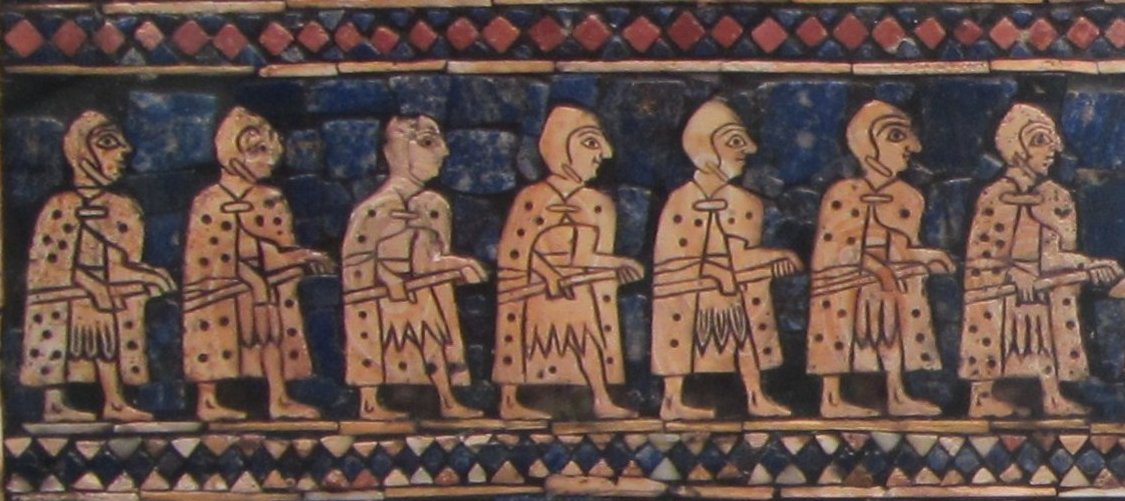
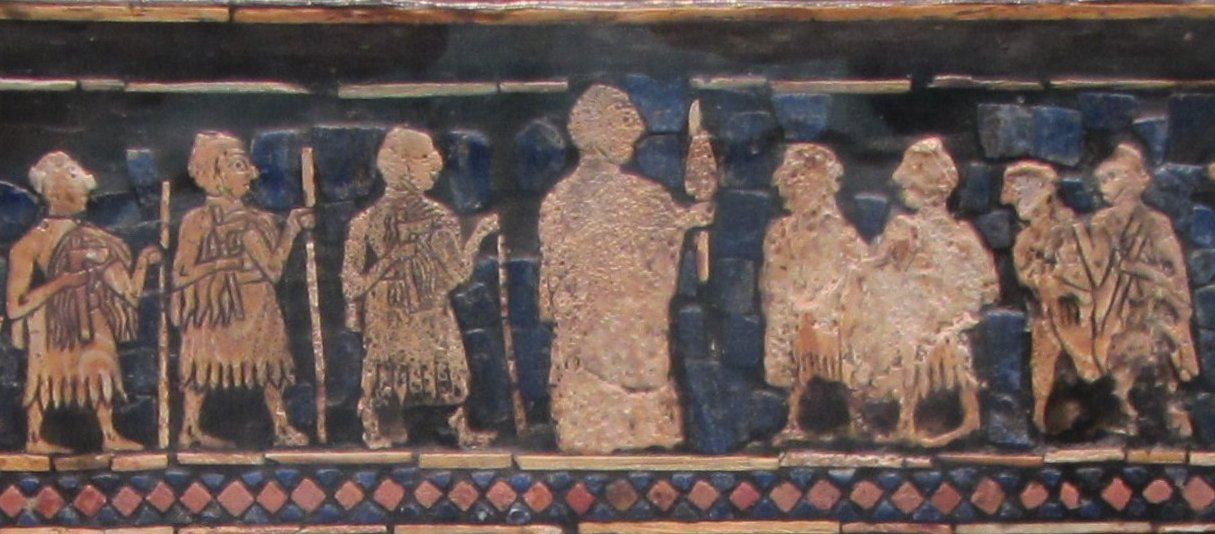
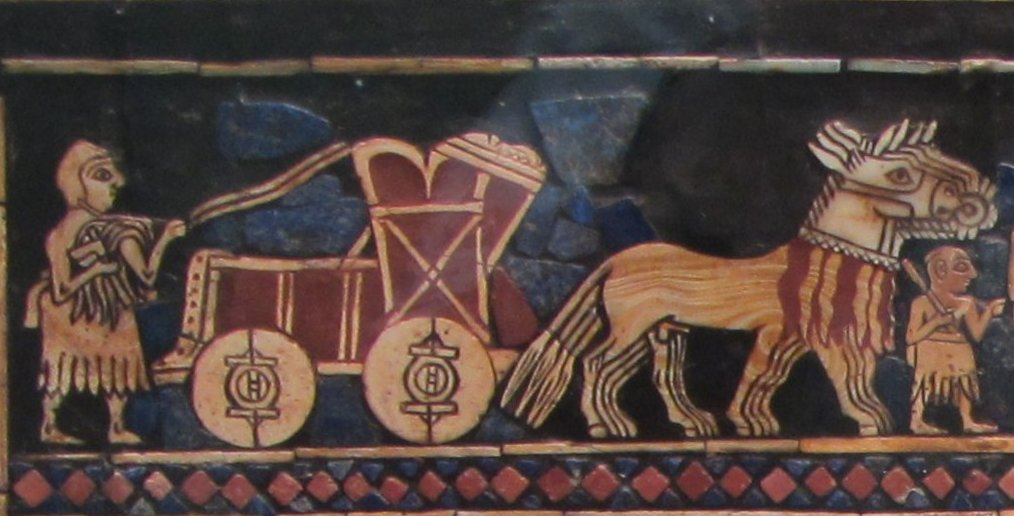
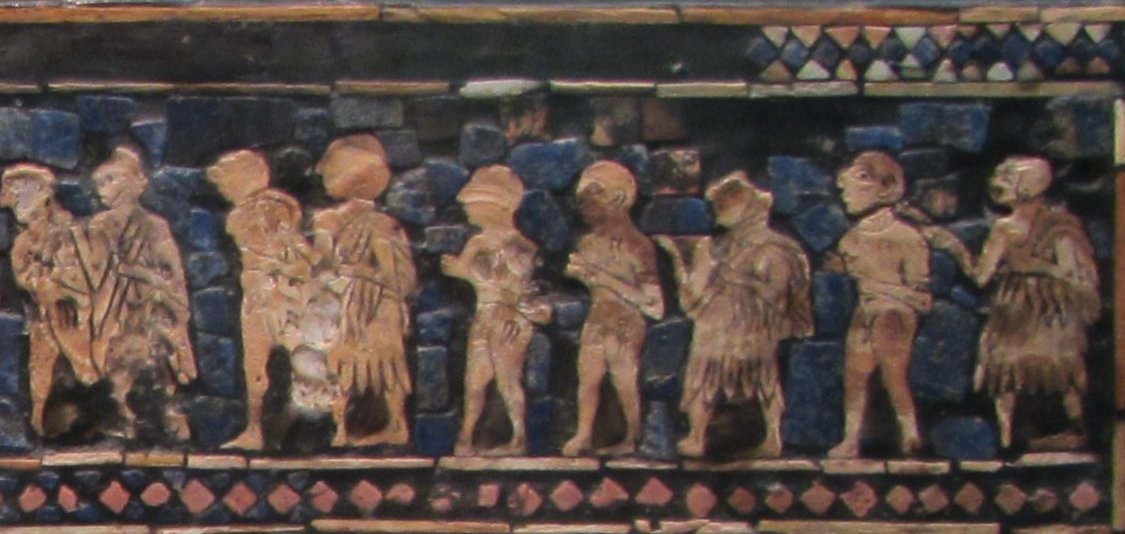
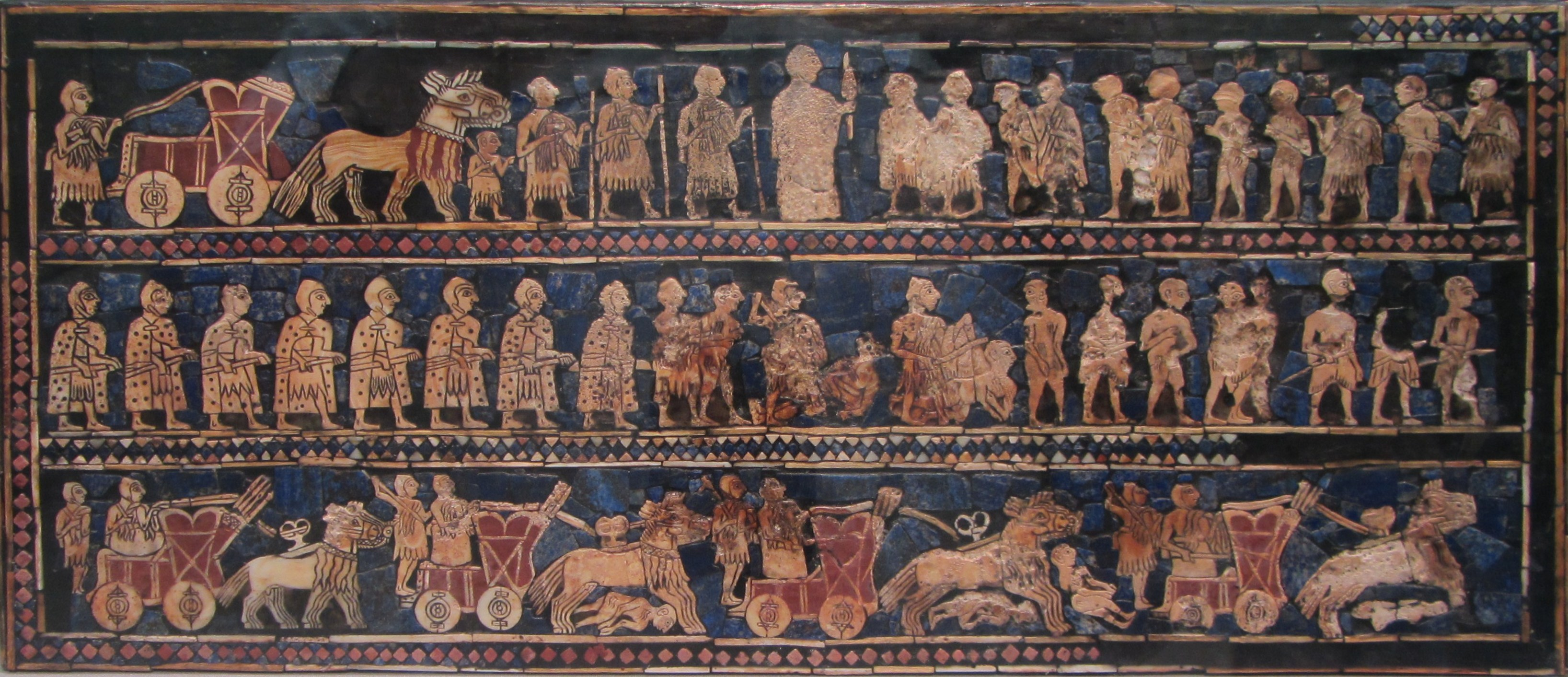
Panoul Stindardului Urului ce înfățișează „războiul”
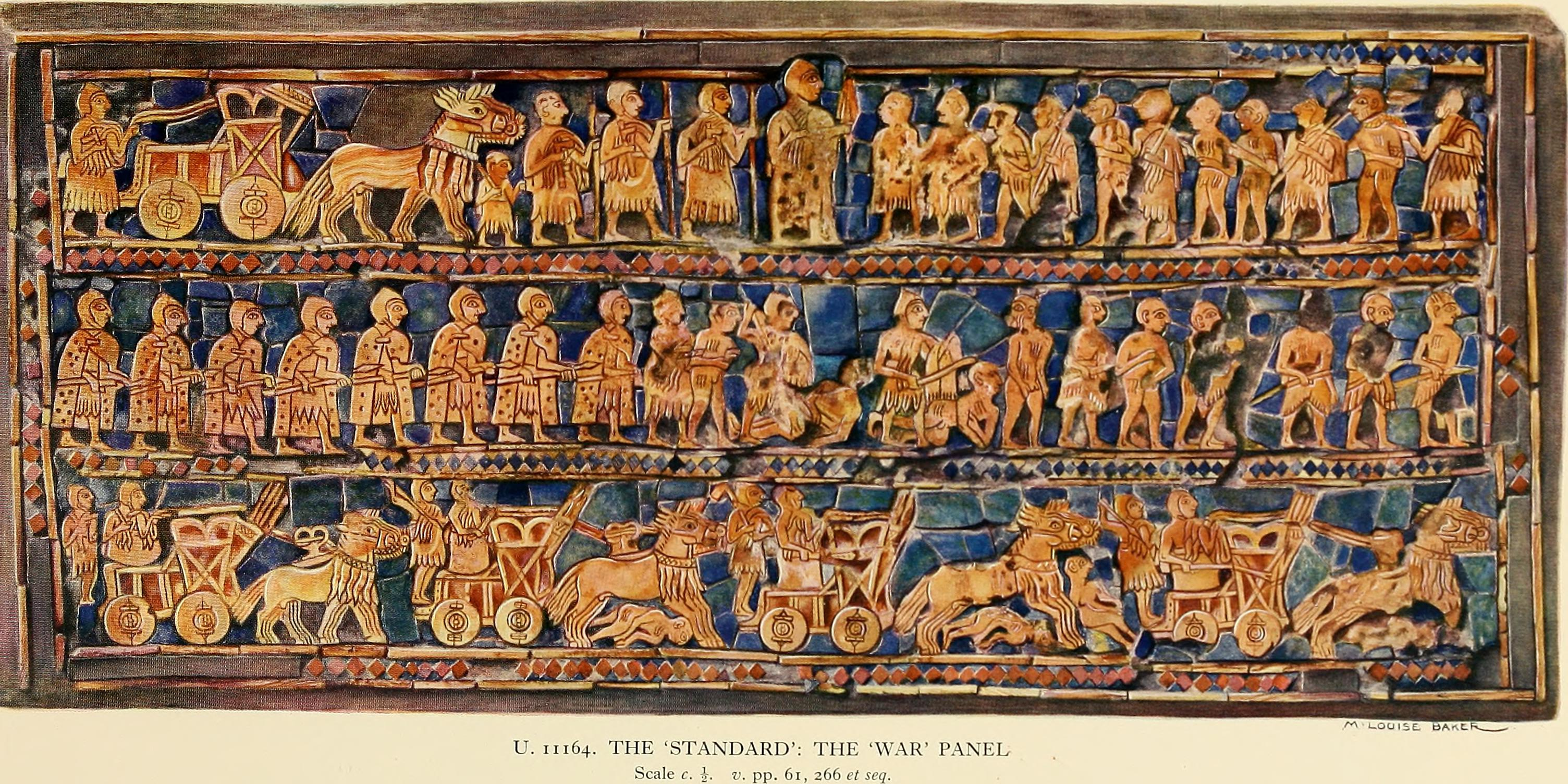
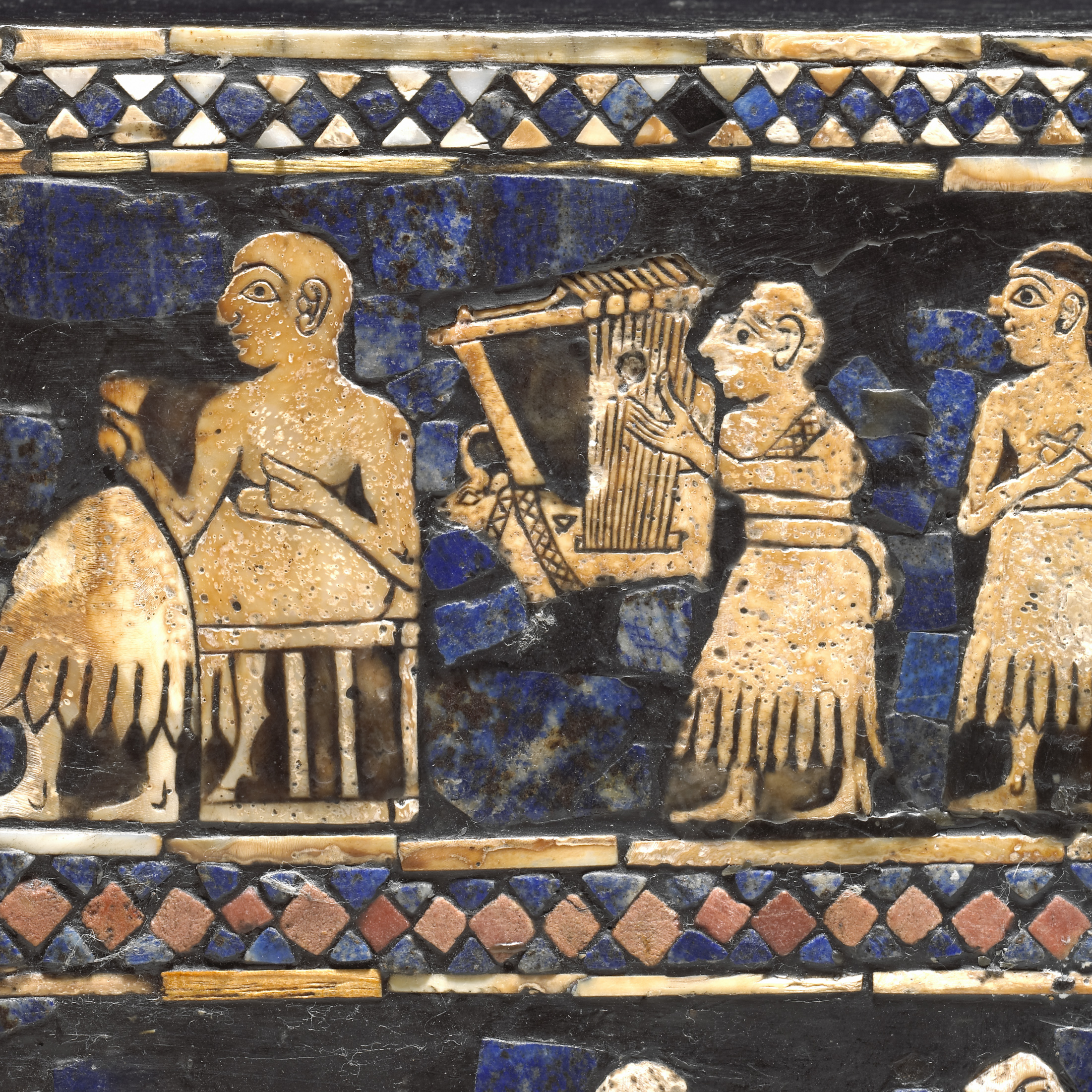
Detaliu în care apar doi oameni, cel din stânga cântând la o liră de Ur
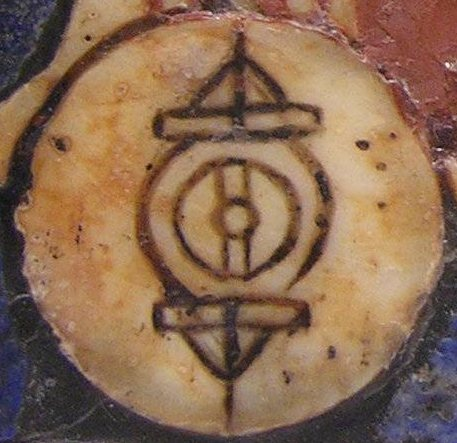
Detaliu care surprinde o roată a unui car

## Legături externe
- Podcast of The Standard of Ur BBC Radio programme (mp3) Arhivat în 1 ianuarie 2012, la Wayback Machine.

1. ↑  Hamblin, William James. Warfare in the ancient Near East to 1600 BC: holy warriors at the dawn of history, p. 49. Taylor & Francis, 2006. ISBN: 978-0-415-25588-2
2. ↑  The Standard of Ur, British Museum. Accessed 2010-12-05.